# Foreste sclerofille e miste tirreno-adriatiche
Le foreste sclerofille e miste tirreno-adriatiche sono un'ecoregione dell'ecozona paleartica, definita dal WWF (codice ecoregione: PA1222), che si estende attraverso le coste mediterranee di Croazia, Italia, Corsica (Francia) e Malta.
La regione fa parte della ecoregione globale 123 Formazioni forestali mediterranee, inclusa nella lista Global 200.

## Territorio
Le foreste sclerofille e miste tirreno-adriatiche si estendono lungo le pianure costiere della metà meridionale dell'Italia, nonché in Sicilia, Corsica, Sardegna e isole dalmate. Il clima è caratterizzato da estati molto calde e secche e da inverni relativamente miti e più o meno umidi. Le temperature annue medie si aggirano sui 10-17 °C, mentre le temperature minime medie dei mesi più freddi sono sull'ordine dei 5-10 °C. Le precipitazioni annue variano tra i 400 e i 1200 mm. Dal punto di vista geologico, possiamo distinguere tre sistemi principali. Substrati paleozoici di graniti, scisti, micascisti, dioriti e gneiss sono presenti in Corsica e Sardegna. Rocce vulcaniche formano le regioni attorno al Vesuvio in Campania e le colline pedemontane dell'Etna in Sicilia. Substrati mesozoici, più precisamente calcari, marne e arenarie, formano la parte meridionale della penisola italiana, la Sicilia, Malta e le isole dalmate.

## Flora
L'ecoregione ospita una grande varietà di specie di piante. Circa il 10% delle specie è endemico. La Sardegna, per esempio, ospita 2054 specie di piante, di cui 206 sono endemiche; le isole dalmate ne ospitano 2700, di cui 179 endemiche. Nell'ecoregione vive un certo numero di specie o sottospecie relitte, tra cui Quercus ithaburensis macrolepis, Pinus nigra dalmatica, Platanus orientalis, Alnus cordata, Tetraclinis articulata, Thymbra capitata e Styrax officinalis. Sono presenti anche un certo numero di piante piuttosto rare, come Salvia fruticosa, S. brachyodon, Portenschlagiella ramosissima, Phyllitis sagittata, Ornithogalum visianicum, Orchis quadripunctata, Iris adriatica, Geranium dalmaticum, Euphorbia rigida e Dianthus caryophyllus.
Nell'ecoregione si possono distinguere quattro principali tipi di foresta. Le foreste tirreniche miste di querce sono caratterizzate dalla prevalenza di specie di querce sempreverdi (Quercus ilex, Q. suber) e decidue (Quercus pubescens, Fraxinus ornus, Ostrya carpinifolia). Il pino domestico (Pinus pinea) forma importanti distese lungo certe dune di sabbia costiere, come ad esempio nel parco naturale della Maremma. Resti di foreste igrofile di querce (Quercus robur) sopravvivono in alcune zone umide costiere della penisola italiana (ad esempio nel parco nazionale del Circeo) e in Corsica.
Le aree boschive dell'Italia sud-orientale, in Puglia, si distinguono per la presenza di un certo numero di specie di querce endemiche del Mediterraneo orientale (Quercus trojana, Q. ithaburensis macrolepis), assieme a specie più numerose come il leccio (Quercus ilex) e la roverella (Quercus pubescens). Il pino di Aleppo (Pinus halepensis) forma in certi luoghi boschi di notevoli dimensioni.
Sulle isole dalmate predominano foreste di pino di Aleppo (Pinus halepensis) e leccio (Quercus ilex). Esse ospitano inoltre una forma relitta ed endemica di pino, Pinus nigra dalmatica.
L'isola di Malta ospita una delle due popolazioni relitte europee della conifera Tetraclinis articulata, propria del Nordafrica.

## Fauna
Questa ecoregione ospita anche una ricca fauna, nonostante il numero di endemismi sia piuttosto basso. Due erbivori rari ed endemici, il muflone (Ovis aries musimon) e il cervo sardo (Cervus elaphus corsicanus), sopravvivono ancora nelle foreste della Sardegna. L'ecoregione ospita inoltre una ricca varietà di uccelli, tra cui un certo numero di specie endemiche, come la magnanina sarda (Sylvia sarda), nonché alcuni rapaci in via di estinzione come il grifone (Gyps fulvus), il falco della Regina (Falco eleonorae), il lanario (Falco biarmicus), lo sparviere levantino (Accipiter brevipes) e l'aquila di Bonelli (Aquila fasciata).
In Sardegna e in altre parti dell'ecoregione sono ben rappresentate anche specie endemiche di anfibi e di rettili. Tredici sottospecie endemiche di lucertola adriatica (Podarcis melisellensis), ognuna propria di una piccola isola, sono state descritte in Dalmazia. In questa ecoregione vive anche un gran numero di farfalle in via di estinzione; sulle isole dalmate, nello specifico, vivono Leptidea duponcheli, Papilio alexanor, Parnassius apollo, Phengaris nausithous, Coenonympha oedippus, Zerynthia cerisy e Amata phegea.

## Conservazione

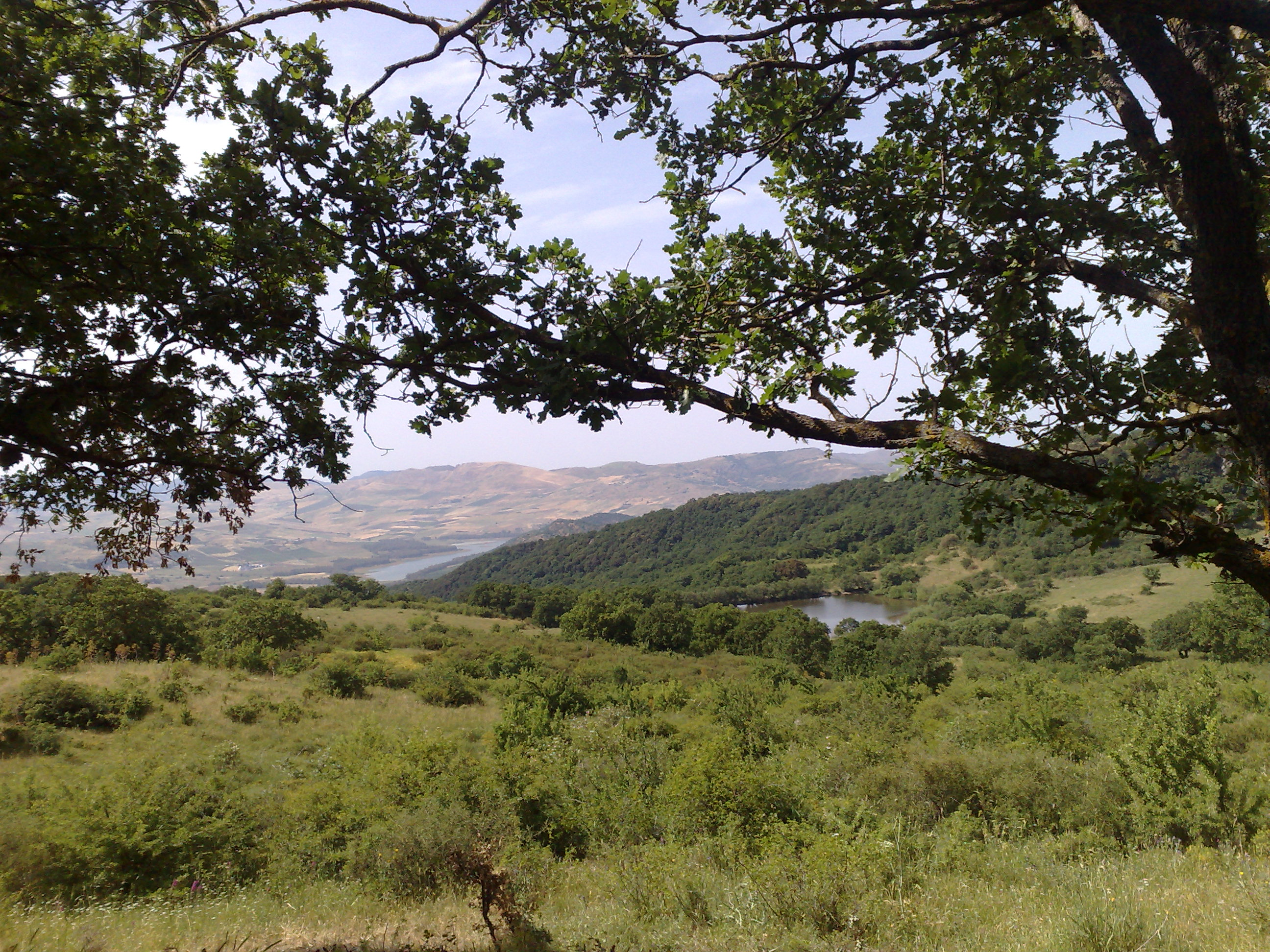
Bosco della Ficuzza, Sicilia

Le principali minacce per questa ecoregione sono correlate alle attività umane. Tra queste vi sono lo sviluppo del turismo costiero e l'urbanizzazione; l'agricoltura intensiva che comporta la costruzione di vasti sistemi di irrigazione, la conversione di aree boschive in terreni agricoli e l'uso eccessivo e l'inquinamento delle acque; gli incendi boschivi, dovuti soprattutto alla negligenza umana e al dolo; la raccolta insostenibile di specie di piante rare e selvatiche; la caccia; e la diffusione di specie invasive (ad esempio specie esotiche usate nel giardinaggio, come Carpobrotus edulis e Agave americana), promossa dai cambiamenti apportati dall'uomo sulle zone costiere.